# Gjergjan
Gjergjan (albanska: Gjergjan med böjningsformen Gjergjani) är en ort och tidigare kommun i Albanien.   Den ligger i Elbasan prefektur i den centrala delen av landet, 40 km sydost om huvudstaden Tirana.
Trakten runt Gjergjan består till största delen av jordbruksmark.  Runt Gjergjan är det ganska tätbefolkat, med 172 invånare per kvadratkilometer.